# Escílax d'Halicarnàs
Escílax d'Halicarnàs (en llatí Scylax, en grec antic Σκύλαξ) fou un astrònom cari nascut a Halicarnàs, amic de Paneci de Rodes (Panetius).
Es va destacar pel seu coneixement de les estrelles, segons diu Ciceró. Va ser també un dels dirigents polítics de la ciutat d'Halicarnàs.
Suides li atribueix les següents obres:
- Περίπλουν τῶν ἐκτὸς τῶν
- Ἡρακλέους στηλῶν τὰ κατὰ τὸν
- Ἡρα κλείδην τὸν
- Μυλασσῶν Βασιλέα
- γῆς περίοδον
- ἀντιγραφὴν πρὸς τὴν Πολυβίου ἱστορίαν.[1]